# Opposites A-Frack
«Opposites A-Frack» (укр. «Протилежності розриваються») — п'ята серія двадцять шостого сезону мультсеріалу «Сімпсони», прем'єра якої відбулась 2 листопада 2014 року у США на телеканалі «Fox».

## Сюжет
Коли Патті та Сельму витісняють з їхньої квартири під час фумігації, вони приходять до будинку Сімпсонів, на гнів Гомера. Близнючки запалюють сигарети, через що Барт і Ліса сильно кашляють. Одразу ж Гомер укладає угоду: якщо вони закурять під час непрошеного перебування, то повинні негайно піти. Гомер встановлює датчики диму по всьому будинку, щоб це забезпечити. Через погану погоду надворі, і після невдалої спроби електронних сигарет, на яких не реагують датчики диму, Пітті і Сельма переховуються у ванній, де Гомер забув поставити там датчик. Однак щойно вони запалили вогонь, вибухає водопровідна вода. Радісний Гомер не витрачає часу, виганяючи їх.
Ліса повідомляє Мардж, що вода з-під крана палає. З'ясовується, що це є наслідком гідророзриву, над яким працює містер Бернс. Вона успішно закликає представницю Демократичної Асамблеї Максин Ломбард припинити це.
Після програного суду Бернс, розлючений на Ломбард, вривається в її кабінет. Однак, після нетривалої суперечки, обоє займаються сексом і обіцяють продовжувати свій роман, незважаючи на їх політичні розбіжності.
Бернс дізнається, що треба отримати права на видобуток корисних копалин під усією землею Спрінґфілда, щоб відновити свою операцію з гідророзриву. Він доручає Гомеру продавати його громадянам Спрингфілда. На міських зборах професор Фрінк попереджає про забруднення води, але Гомер обіцяє 5 тисяч доларів кожному, хто продасть свої права на розробку родовищ Бернсу. Під час церемонії відновлення операцію, виявляється, що Мардж не дала йому дозволу, і, таким чином, від проєкту відмовляються, що обурює багатьох жителів, які з нетерпінням чекали грошей. Знаючи, що він втратить нову роботу, Гомер злиться на Мардж. На емоціях Бернс розлучається з Максин.
Ломбард мстить Бернсу, руйнуючи його особняк. Бернс планує ще більшу помсту і відновлює гідророзрив на максимальній потужності, спричиняючи землетруси в місті. Мардж благає Гомера закрити його, і він запалює легкозаймисту воду, щоб спалити завод по переробці. Побачивши, що Гомер і Мардж можуть примиритися, незважаючи на їхні розбіжності, завдяки пристрасті, Бернс і Ломбард возз'єднуються.
У сцені під час титрів показано, як Бернс і Максин «розмовляють» у ліжку, уткнувшись у свої планшети…

## Виробництво
Спочатку серія повинна називатися «Fracking Day» (укр. «Розривний день»), проте її було перейменовано на «Opposites A-Frack».

## Цікаві факти і культурні відсилання
- Серія стала дебютною роботою Джейн Фонди в озвучуванні[2].
- Бернс каже Максін Ломбард, що вона була найкращою жінкою, з якою він коли-небудь був, включаючи Неллі Тафт, дружину президента Вільяма Говарда Тафта[3]. Раніше в серії «Homer the Smithers» було сказано, що мати Бернса мала роман із самим президентом Тафтом.

## Ставлення критиків і глядачів
Під час прем'єри серію переглянули 4,22 млн осіб з рейтингом 2.0, що зробило її найпопулярнішим шоу на каналі «Fox» тієї ночі.
Денніс Перкінс з «The A.V. Club» дав серії оцінку B-, сказавши, що «Гомер, який працював на Бернса, а потім саботував його операцію, був частиною початкової людяності його людяності… Закінчення з Бернсом і Ломбардом — сум, який лякає». Він заявив, що голос Фонди був занадто схожий на звичайний голос Тресс Мак-Нілл [акторки озвучування другорядних персонажів «Сімпсонів»]. Незважаючи на те, що епізод наслідував те, що, на його думку, було звичним ліберальним упередженням серіалу, він сказав, що в порядку денному Ломбард теж було достатньо жартів. Наприклад, як вона хоче сфотографувати дитину біля палаючої води.
Згідно з голосуванням на сайті The NoHomers Club більшість фанатів оцінили серію на 4/5 із середньою оцінкою 3,14/5.